# Archaeopteryx lithographica
Archaeopteryx lithographica es una especie de dinosaurio terópodo la cual se encuentra actualmente extinta, con varios rasgos similares a los de un Pájaro, también con otros rasgos similares a dinosaurios emplumados de otros grupos.
El nombre «Archaeopteryx» deriva del griego antiguo ἀρχαῖος (archaīos), que significa «antiguo», y πτέρυξ (ptéryx), que significa «pluma» o «ala».
A esta especie de dinosaurio se le acepta como el primer pájaro del mundo, es señalado en las obras de consulta como el ave más antigua conocida (miembro del grupo Avialae). Sin embargo, se han identificado aviales potencialmente más antiguos, incluyendo a Anchiornis, Xiaotingia y Aurornis.
Vivió en el periodo Jurásico Superior, entre 150 a 148 millones de años, en lo que hoy es el sur de Alemania, durante un momento en que Europa era un archipiélago de islas en un mar tropical cálido poco profundo, mucho más cerca del ecuador de lo que está ahora.
Apareció hace 150 millones de años y se extinguió hace 148 millones de años.

Archaeopteryx lithographica comparado con un ser humano varón moderno.

## Distribución geográfica y hábitat

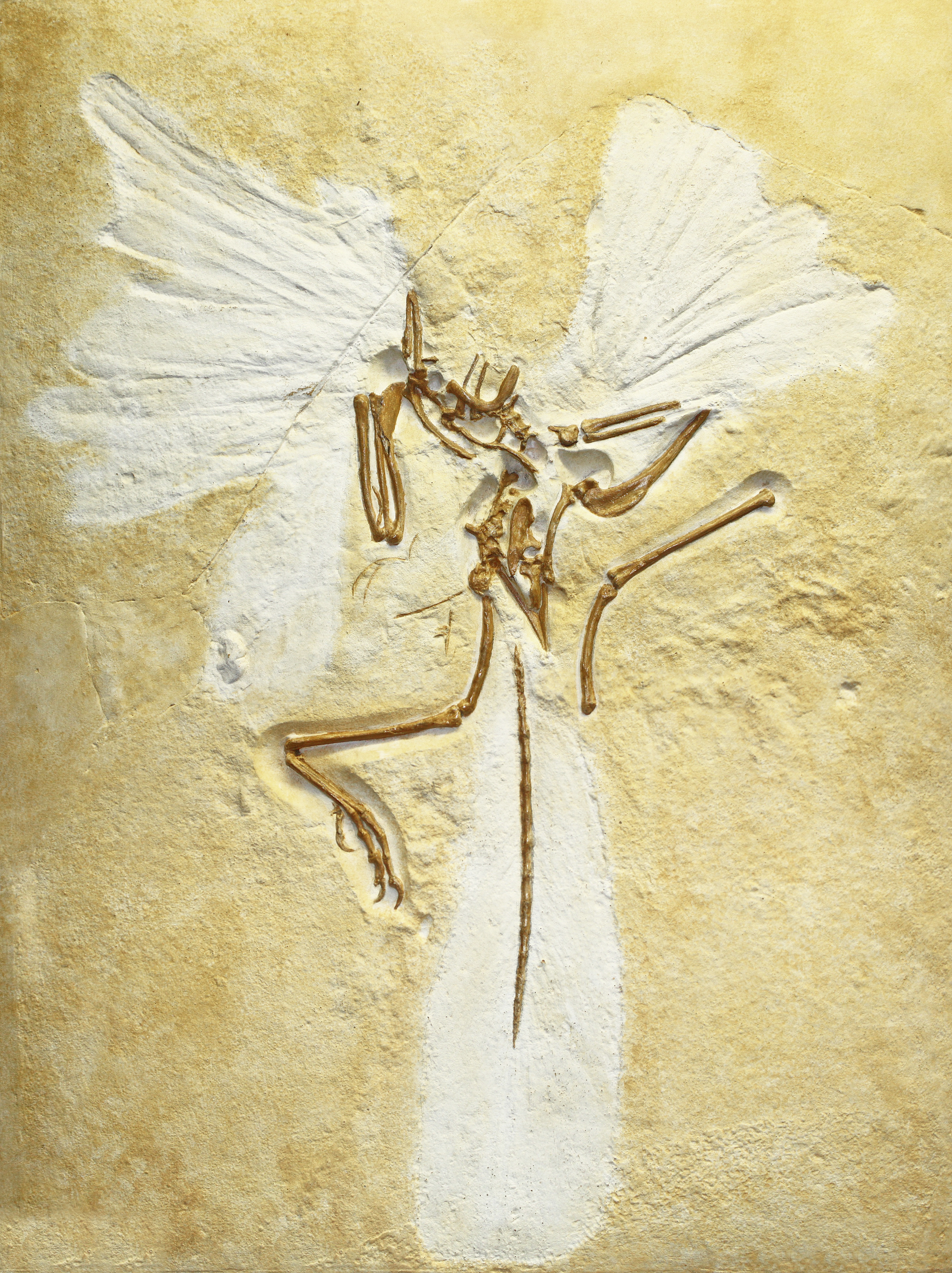
Réplica del espécimen de Londres.

Se le podía encontrar en Solnhofen, Baviera, Alemania, en áreas posiblemente secas, a la misma latitud de Florida, como se evidencia por los fósiles de plantas con adaptaciones para condiciones áridas y la carencia de sedimentos terrestres característicos de los ríos. La evidencia de plantas, aunque escasa, incluye cícadas y coníferas, mientras que los animales encontrados incluyen un gran número de insectos, lagartos pequeños, pterosaurios y el dinosaurio Compsognathus.
Las islas que rodeaban la laguna de Solnhofen eran semiáridas y subtropicales, con una larga estación seca y pocas lluvias.

## Descripción física

Comparación de los miembros delanteros de Archaeopteryx (derecha) con los de Deinonychus (izquierda).

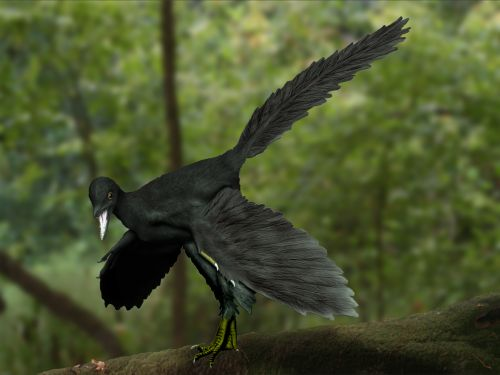
Una reconstrucción de Archaeopteryx lithographica, ilustrando el estudio de Carney.

Su anatomía era parecida a la de una urraca europea, más o menos del tamaño de un cuervo, tenía amplias alas, redondeadas en los extremos y una larga cola que superaba el tamaño del cuerpo. Se estima que pesaba entre 800g y 1kg. En particular, Ostrom consideró que Archaeopteryx lithographica era notablemente similar a la familia de terópodos Dromaeosauridae.

### Plumaje

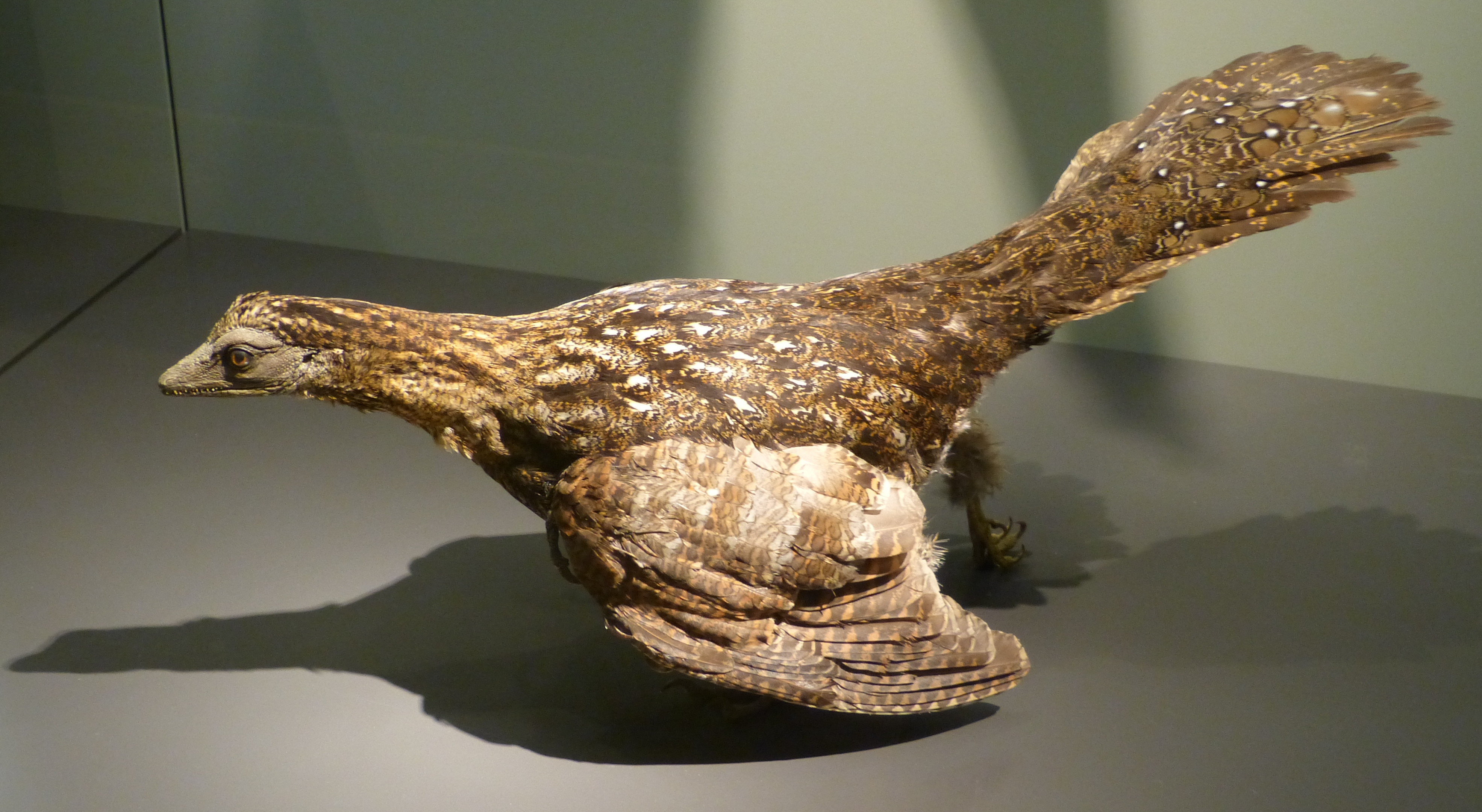
Reconstrucción de Archaeopteryx lithographica.

En 2011, el estudiante graduado Ryan Carney y su grupo de amigos a cabo el primer estudio de los colores de un espécimen de Archaeopteryx lithographica.
Usando la tecnología del microscopio de barrido y un análisis de fluorescencia de rayos X, el equipo fue capaz de detectar la estructura de los melanosomas en el único ejemplar de la pluma descrita en 1861. La estructura resultante fue entonces comparada con las de 87 especies modernas de aves y se determinó con un alto porcentaje de probabilidad que su color era negro. La pluma estudiada probablemente era una pluma de cobertura, la cual podría haber cubierto parcialmente las plumas primarias en las alas. Aunque el estudio no implica que Archaeopteryx lithograpica y las demás especies del género «Archaeopteryx» fueran enteramente negro, sugiere que tenían una coloración oscura que incluía su cobertura.

## Comportamiento

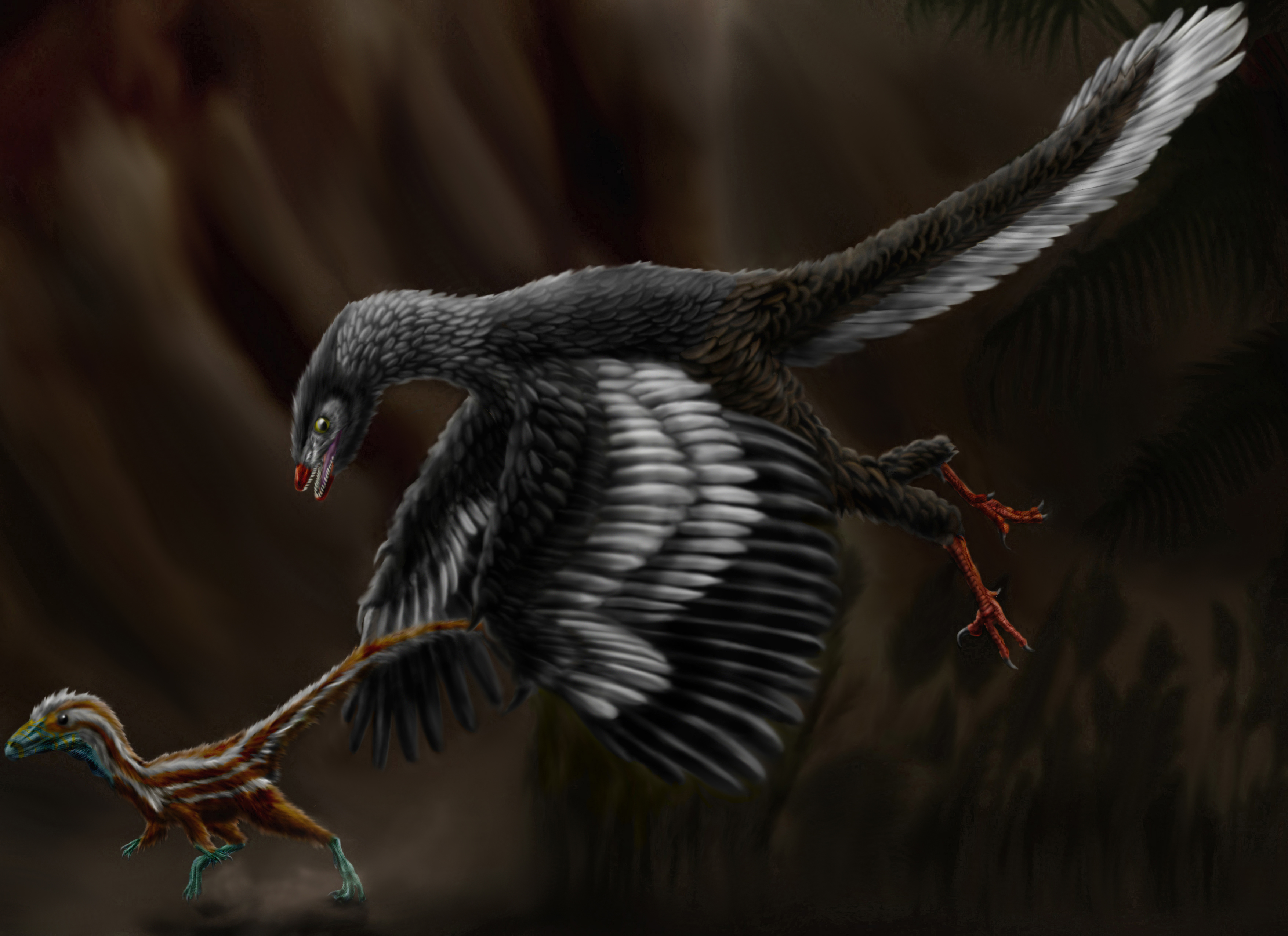
Una reconstrucción de un Archaeopteryx lithographica intentando cazar a un Compsognathus.

La forma de vida de Archaeopteryx lithographica es difícil de reconstruir y hay varias teorías al respecto. Algunos investigadores han sugerido que estaba principalmente adaptado a la vida en el suelo,
mientras que otros creen que era sobre todo arbóreo.
Varios aspectos de la morfología de Archaeopteryx lithographica, incluyendo la longitud de sus patas y el alargamiento de sus pies, apuntan a modos de vida tanto arborícola como terrestre; algunos expertos consideran probable que hayan sido generalistas, capaces de alimentarse tanto en los arbustos como sobre el terreno abierto, así como a lo largo de las costas de lagunas.

## Descubrimiento

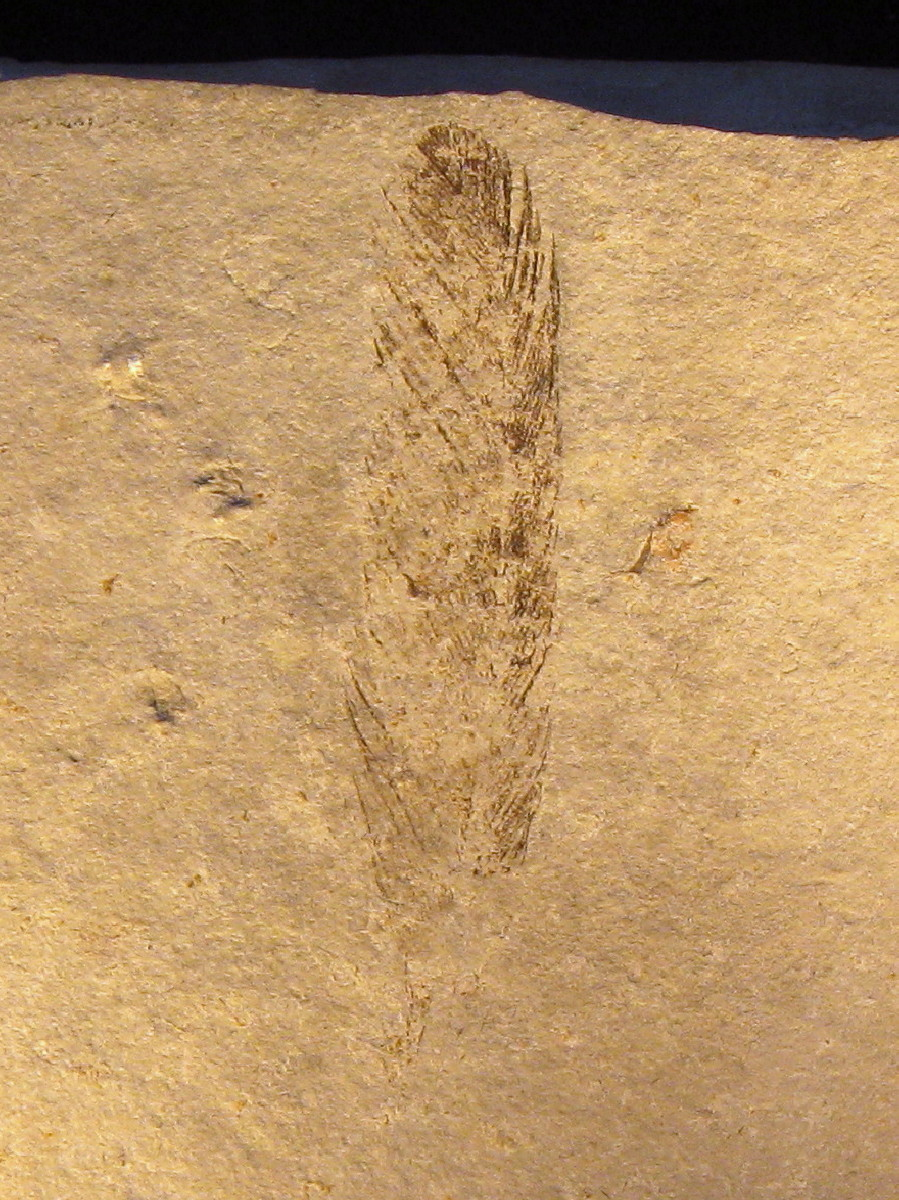
Imagen de la pluma de Archaeopteryx lithographica

El descubrimiento de Archaeopteryx lithographica fue una única pluma, fue desenterrada en 1860 o 1861 y descrita por Christian Erich Hermann von Meyer. Está conservada actualmente en el Museo de Historia Natural de Berlín. Es generalmente asignada a Archaeopteryx y fue el holotipo inicial, pero si es una pluma de esta especie u otra protoave aún por descubrir; se desconoce. Hay algunos indicios de que ciertamente no es del mismo taxón que la mayoría de los esqueletos (el «típico» A. lithographica).
El primer esqueleto, conocido como espécimen de Londres (BMNH 37001), fue descubierto en 1861 cerca de Langenaltheim, Alemania, y quizás fue dado al médico local Karl Häberlein en pago por sus servicios. Häberlein lo vendió por setecientas £ al Museo de Historia Natural de Londres, donde permanece desde entonces.

## Autenticidad
Una de las controversias en las que se vio envuelto A. lithographica, fue a principios de 1985, un grupo que incluía al astrónomo Fred Hoyle y al físico Lee Spetner publicaron una serie de artículos en los que se afirmaba que las plumas de los especímenes de Berlín y Londres de Archaeopteryx fueron falsificadas. Sus afirmaciones fueron rechazadas por Alan J. Charig y otros expertos del Museo de Historia Natural de Londres. La mayor parte de su argumentación en favor de una falsificación estaba basada en la falta de familiaridad con los procesos de litificación; por ejemplo, propusieron que, basándose en la diferencia de la textura asociada con las plumas, las impresiones de estas fueron aplicadas sobre una delgada capa de cemento, sin darse cuenta de que las propias plumas podrían haber causado una diferencia de textura. También expresaron su incredulidad ante el hecho de que las losas pudieran dividirse tan suavemente, o que una de las mitades de una losa contuviera fósiles con buena preservación, pero no así la cara opuesta.